# У том Сомбору... — Град у призми столећа
У том Сомбору... — Град у призми столећа је стручна монографија о Сомбору аутора Милана Степановића, објављена 2020. године у издању Удружења грађана "Норма" и Градске библиотеке "Карло Бијелицки" из Сомбора. Монографија је штампана у засебно ћириличној, латиничној и енглеској варијанти. На енглески језик монографију је превела Каролина Лукач, преводе изворника са латинског је урадио Митар Крејић, са мађарског Карло Хамедер, а са турског Бајрам Акарсу.

## О аутору
Милан Степановић (1961) српски је завичајни историчар и публициста, издавач и уредник из Сомбора који је, као аутор, објавио или приредио преко тридесет монографија и књига из просветне, културне, црквене и урбане прошлости Сомбора и Војводине.

## О књизи
У том Сомбору... : град у призми столећа је обимна и лускузна монографија штампана је на 416 страна и представља град Сомбор кроз историју, али и његову архитектуру, културни идентитет, просвету, духовни живот и препознатљивости.
Прикупљање грађе за монографију, по речима аутора, трајало је више од две деценије, а рад на писању, на сортирању, прикупљању документарне грађе, фотографије трајало је неких десетак година, тако да је У том Сомбору... : град у призми столећа резултат једног вишедеценијског рада.
Монографија је промовисана у оквиру обележавања Дана Града Сомбора, 17. фебруара 2020. у Великој сали Жупаније.

## Награде
19. априла 2021. Завод за интелектуалну својину Републике Србије је званично саопштио да је награда Светске организације за интелектуалну својину (WIPO), као аутору најбољег монографског дела у 2020. години на српском говорном подручју, припала Милану Степановићу за његову монографију У том Сомбору... – град у призми столећа. Награда је аутору монографије уручена на свечаности у Београду, на Светски дан интелектулане својине, 26. априла 2021. године.